# Francesco Fortunato (volley-ball)
Francesco Fortunato (né le 23 juillet 1977 à Bassano del Grappa) est un joueur italien de volley-ball. Il mesure 2,01 m et joue central. Il totalise 2 sélections en équipe d'Italie.

## Clubs
| Club                | De        | À         |
| ------------------- | --------- | --------- |
| Schio Sport         | 1993-1994 | 1996-1997 |
| Rome Volley         | 1997-1998 | 2000-2001 |
| Trentino Volley     | 2001-2002 | 2002-2003 |
| Top Volley Latina   | 2003-2004 | 2006-2007 |
| Piemonte Volley     | 2007-2008 | 2011-2012 |
| Argos Sora          | 2012-2013 | 2012-2013 |
| Pallavolo Atripalda | sep 2013  | déc 2013  |
| Piemonte Volley     | jan 2014  | avr 2014  |

## Palmarès
- Coupe de la CEV (avant 2007) (1)
  - Vainqueur : 2000
- Coupe de la CEV (après 2007) (1)
  - Vainqueur : 2010
- Championnat d'Italie (2)
  - Vainqueur : 2000, 2010
  - Finaliste : 2011
- Coupe d'Italie (1)
  - Vainqueur : 2011
  - Finaliste : 2009, 2010
- Supercoupe d'Italie (1)
  - Vainqueur : 2010
  - Perdant : 2011